# Казка про троянду
«Казка про троянду» (тур. Gül Masalı) — турецький телесеріал 2022 року у жанрі драми та створений компанією Pastel Film. В головних ролях — Ердем Кайнарджи, Гюльпер Оздемір, Сарп Джан Кьороглу, Зехра Їлмаз.
Перша серія вийшла в ефір 19 червня 2022 року.
Серіал має 1 сезон. Завершився 17-м епізодом, який вийшов у ефір 16 жовтня 2022 року.
Режисер серіалу — Саадуллах Шентюрк.
Сценарист серіалу — Айбарс Бора Кахьяоглу, Джан Сінан.

## Сюжет
Гонджа живе і працює в Стамбулі, вона почувається самотньою у великому галасливому місті. Одного разу Гонджа дізнається, що вона отримала спадщину від покійної матері, тому вирушає до Испарти. Вона також сподівається знайти відповіді на питання, які мучать її з дитинства. Тим самим вона можливо знайде своє місце в житті та знайде спокій. В Испарті Гонджа знайомиться з Топраком — старший син впливової родини Атабей. Молоді люди закохуються один в одного, але таємниці минулого постають між ними. Закоханим належить пройти чимало випробувань на шляху до щастя.

## Актори та ролі
| Актор                 | Роль               |
| --------------------- | ------------------ |
| Ердем Кайнарджи       | Топрак Атабей      |
| Гюльпер Оздемір       | Гонджа Айдін       |
| Сарп Джан Кьороглу    | Арда Сечкін        |
| Зехра Їлмаз           | Едже Кардаш        |
| Керемджем             | Аднан Фуат Демірчі |
| Гюльчін Хатихан       | Джанан Атабей      |
| Аріф Пішкін           | Тахір Айдін        |
| Айшеніл Шамліоглу     | Фатма              |
| Фатма Тугба Тутуг     | Зейнеп             |
| Суат Сунгур           | Сейфі              |
| Саїт Генай            | Ріфат Атабей       |
| Зеррін Шумер          | Хавва              |
| Ягмур Башкир          | Нурбану            |
| Сердем Пашал          | Арзу Атабей        |
| Мехмет Шекер          | Алі Туфак          |
| Бюлент Дузгуноглу     | Халіл Атабей       |
| Суат Карауста         | Сірі               |
| Мурат Ерджанлі        | Хідает             |
| Туран Сельчук Єрлікая | Явуз               |
| Хазал Пекгоз          | Гюлюмсер           |
| Каан Берк Гультекін   | Мехмет             |
| Дуйгу Кум             | Пінар Чаглаян      |
| Хасібе Айгуль Озгур   | Зеліха             |

## Сезони
| Сезон | Епізоди | Епізоди | Оригінальний показ | Оригінальний показ | Оригінальний показ |
| Сезон | Епізоди | Епізоди | Перший показ       | Останній показ     | Мережа             |
| ----- | ------- | ------- | ------------------ | ------------------ | ------------------ |
| 1     | 17      | 17      | 19 червня 2022     | 16 жовтня 2022     | atv                |

## Рейтинги серій

### Сезон 1 (2022)
| Серія     | Рейтинг (TOTAL) | Рейтинг (AB) | Рейтинг (ABC1) |
| --------- | --------------- | ------------ | -------------- |
| 1         | 2.80            | 2.22         | 2.78           |
| 2         | 3.66            | 2.90         | 3.19           |
| 3         | 3.16            | 1.92         | 2.84           |
| 4         | 2.64            | 1.43         | 2.42           |
| 5         | 2.53            | 1.28         | 2.23           |
| 6         | 2.29            | 1.43         | 2.09           |
| 7         | 2.67            | 1.51         | 2.34           |
| 8         | 2,71            | 2,78         | 2,61           |
| 9         | 2,33            | 1,51         | 1,88           |
| 10        | 2,05            | 1,17         | 1,77           |
| 11        | 2,39            | 1,82         | 2,32           |
| 12        | 2,48            | 1,56         | 2,04           |
| 13        | 2,40            | 1,36         | 1,95           |
| 14        | 2,20            | 0,93         | 1,75           |
| 15        | 2,16            | 1,44         | 1,62           |
| 16        | 1,63            | 0,84         | 1,16           |
| 17(фінал) | 2,10            | 2,01         | 1,92           |